# Aeroportul Vryheid
Aeroportul Vryheid (IATA: VYD, ICAO: FAVY) este un aeroport din Provincia KwaZulu-Natal, Africa de Sud.
Situat la o altitudine de 1.176 m, aeroportul dispune de o singură pistă.